# Třída Pelorus
Třída Pelorus byla třída chráněných křižníků třetí třídy britského královského námořnictva. Celkem bylo postaveno 11 jednotek této třídy. Ve službě byly od roku 1898–1921. Účastnily se první světové války, přičemž HMS Pegasus byl roku 1914 potopen. Křižníky Pioneer a Psyche později získala Austrálie.

## Stavba
Křižníky představovaly zmenšenou verzi třídy Pearl se slabší výzbrojí. Celkem bylo v letech 1895–1901 postaveno 11 jednotek této třídy.
Jednotky třídy Pelorus:
| Jméno      | Loděnice             | Založení kýlu     | Spuštěna           | Vstup do služby | Poznámka                                                                                     |
| ---------- | -------------------- | ----------------- | ------------------ | --------------- | -------------------------------------------------------------------------------------------- |
| Pandora    | Portsmouth Dockyard  | 1898              | 17. ledna 1900     | 1901            | Prodán do šrotu 1913.                                                                        |
| Pelorus    | Sheerness Dockyard   | květen 1895       | 15. prosince 1896  | 1897            | Od roku 1916 depotní loď. Prodán do šrotu 1920.                                              |
| Pegasus    | Palmer, Jarrow       | květen 1896       | 4. března 1897     | 1899            | Dne 20. září 1914 byl v bitvě u Zanzibaru potopen německým lehkým křižníkem SMS Königsberg.  |
| Perseus    | Earle's Shipbuilding | květen 1896       | 15. července 1897  | 1901            | Prodán do šrotu 1914.                                                                        |
| Pactolus   | Armstrong, Elswick   | květen 1896       | 21. prosinec 1896  | září 1898       | Od roku 1912 depotní loď pro ponorky. Prodán do šrotu 1921.                                  |
| Pioneer    | Chatham Dockyard     | prosinec 1897     | 28. června 1899    | 1900            | Roku 1912 převeden australskému námořnictvu. Od roku 1924 hulk. Vyřazen a roku 1931 potopen. |
| Pomone     | Sheerness Dockyard   | 21. prosince 1896 | 25. listopadu 1897 | květen 1899     | Od roku 1910 stacionární cvičná loď. Prodán do šrotu 1922.                                   |
| Prometheus | Earle's Shipbuilding | 1897              | 20. října 1898     | 1899            | Prodán do šrotu 1914.                                                                        |
| Proserpine | Sheerness Docyard    | březen 1896       | 5. prosince 1896   | 1899            | Prodán do šrotu 1919.                                                                        |
| Psyche     | Devonport Dockyard   | listopad 1897     | 19. července 1898  | 1900            | Roku 1915 převeden australskému námořnictvu. Prodán do šrotu 1922.                           |
| Pyramus    | Palmer, Jarrow       | květen 1896       | 15. května 1897    | 1900            | Prodán do šrotu 1920.                                                                        |

## Konstrukce

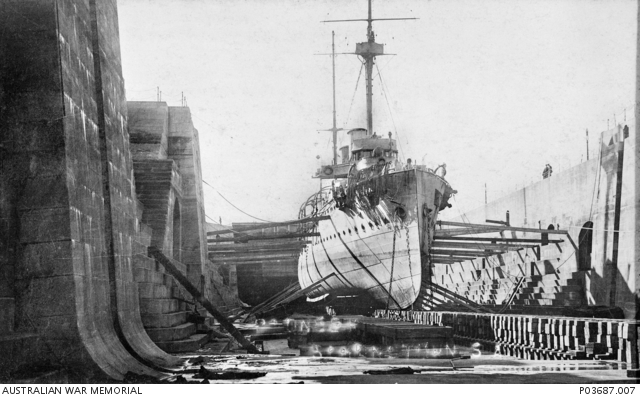
Pioneer

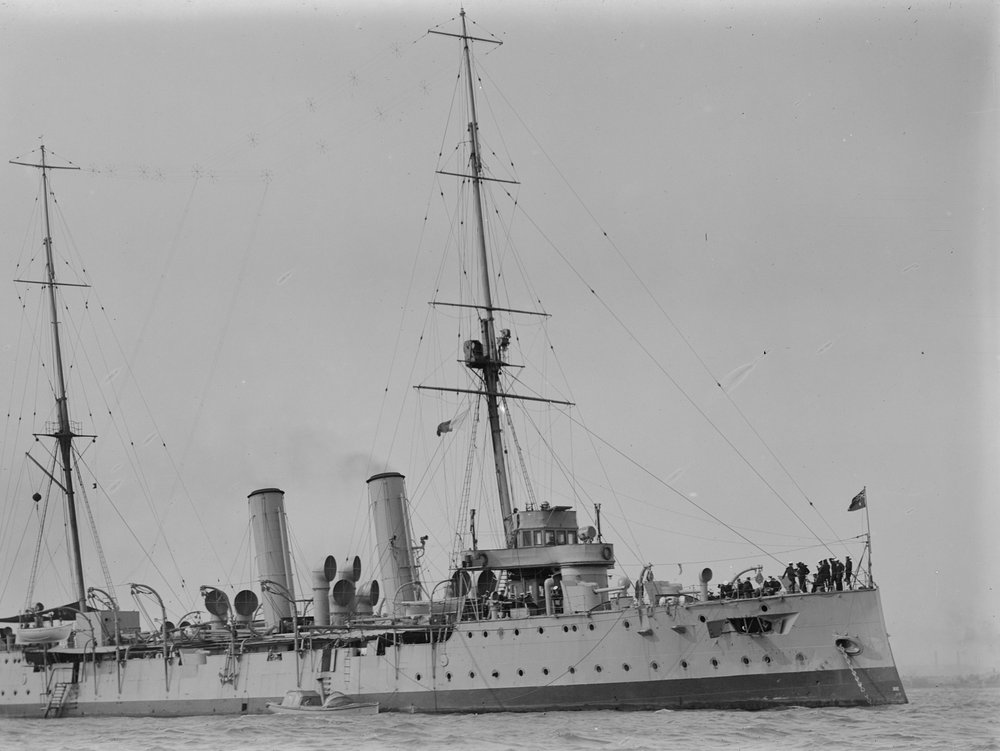
Pioneer

Křižníky nesly osm 102mm kanónů, které doplňovalo osm 47mm kanónů, tři 7,7mm kulomety a dva 450mm torpédomety. Pohonný systém tvořilo 16 kotlů a dva tříválcové parní stroje s trojnásobnou expanzí o výkonu 5000 ihp, pohánějící dva lodní šrouby. Podle použitých kotlů (Pactolus a Pomone kotle Blechynden, Pelorus kotle Normand, Pegasus a Pyramus kotle Reed, ostatní měly kotle Thornycroft) se křižníky dají rozdělit do několika skupin. Nejvyšší rychlost dosahovala 18,5 uzlu. Se svými kotli měly tyto křižníky obecně potíže a po několikaleté službě jejich rychlost poklesla na 16–17 uzlů. Křižníky Pomone a Pactolus byly kvůli problematickým kotlům předčasně převedeny do pomocných rolí. Dosah byl 5500 námořních mil při rychlosti 10 uzlů.